# 岩沢村 (新潟県中魚沼郡)
岩沢村（いわさわむら）は、かつて新潟県中魚沼郡にあった村。

## 沿革
- 1889年（明治22年）4月1日 - 町村制施行に伴い中魚沼郡岩沢村、豊久新田が合併し、岩沢村が発足。
- 1955年（昭和30年）1月1日 - 小千谷市に編入され消滅。